# Willem Jacob ’s Gravesande
Willem Jacob ’s Gravesande (ur. 26 września 1688 w ’s-Hertogenbosch, zm. 28 lutego 1742 w Lejdzie) – holenderski filozof, fizyk i matematyk; najbardziej znany z powiązania energii kinetycznej z kwadratem prędkości ciała oraz przyrządu do wykazywania rozszerzalności cieplnej ciał stałych nazwanego na jego cześć.

## Życiorys
Urodził się w ’s-Hertogenbosch, studiował prawo w Lejdzie i tam napisał rozprawę o samobójstwie. Był chwalony przez Johanna Bernoulliego kiedy opublikował książkę Essai de perspective. W 1715 roku odwiedził Londyn i króla Jerzego oraz został wybrany na członka Royal Society. W 1717 roku został profesorem fizyki i astronomii w Lejdzie oraz upowszechnił prace swego przyjaciela Isaaca Newtona w Holandii. W 1724 roku Piotr I Wielki zaoferował mu pracę w Sankt Petersburgu, której Gravesande nie zaakceptował.

## Praca naukowa
Jego głównym dziełem jest Physices elementa mathematica, experimentis confirmata, sive introductio ad philosophiam Newtonianam czyli Matematyczne elementy filozofii naturalnej, potwierdzone przez eksperymenty (Lejda, 1720), w którym położył podwaliny nauczania fizyki.
Jego głównym wkładem w fizykę było przeprowadzanie eksperymentów, w których mosiężne kule były upuszczane z różnymi prędkościami na miękkie, gliniane podłoże. Zaprojektował i skonstruował przyrząd do badania takich zderzeń, który stał się „dyżurnym” przyrządem w każdym laboratorium fizycznym XVIII wieku. Rezultatem tych badań było stwierdzenie, że kula o dwukrotnie większej prędkości spowoduje powstanie wgłębienia cztery razy głębszego, trzykrotnie większej prędkości – dziewięciokrotnie większego itd. Podzielił się tymi wynikami z Émilie du Châtelet, która następnie poprawiła wzór Newtona opisujący energię kinetyczną z E=mv na E=mv² (widniejący dziś w tym wzorze czynnik ½ wynika z przyjętego układu jednostek – obierając inne można uczynić wzór bez ½ poprawnym).

## Upamiętnienie
Na cześć Gravesandego nazwano przyrząd do bezpośredniego wykazywania rozszerzalności termicznej ciał stałych – pierścień Gravesandego oraz planetoidę (9682) Gravesande.

## Prace
- Essai de perspective (1711)
- Philosophiae Newtonianae Institutiones, in usus academicos (1723)
- An essay on perspective (1724)
- Physices elementa mathematica, experimentis confirmata, sive introductio ad philosophiam Newtonianam (1720–1721)
- Introductio ad Philosophiam, Metaphysicam et Logicam (1736)
- Mathematical Elements of Natural Philosophy, Confirm'd by Experiments: or, An introduction to Sir Isaac Newton's philosophy (Volume I) (1747)
- Mathematical Elements of Natural Philosophy, Confirm'd by Experiments: or, An introduction to Sir Isaac Newton's philosophy (Volume II) (1747)
- Oeuvres Philosophiques et Mathématiques de Mr. G. J. 'sGravesande, ed. with memoir by J. Allamand (1774)